# Kouekongstadion
Het Kouekongstadion (Stade Omnisports de Bafoussam) is een multifunctioneel stadion in Kouekong, een voorstad van Bafoussam, Kameroen. Het stadion wordt ook Stade Omnisports de Bafoussam genoemd.
Het stadion wordt meestal gebruikt voor voetbalwedstrijden, maar er kunnen ook atletiekwedstrijden georganiseerd worden. In het stadion, dat werd geopend op 29 april 2016, is plaats voor 20.000 toeschouwers. Het zou worden gebruikt voor de Afrika Cup van 2019, maar dit toernooi werd uiteindelijk niet in Kameroen gespeeld. In 2022 was dit een van de stadions waar voetbalwedstrijden werden gespeeld op het Afrikaans kampioenschap voetbal.

## Afrika Cup
| Voetbalinterlands. | Voetbalinterlands. | Voetbalinterlands.      | Voetbalinterlands. | Voetbalinterlands. |
| №                  | Datum              | Wedstrijd               | Uitslag            |                    |
| ------------------ | ------------------ | ----------------------- | ------------------ | ------------------ |
| 1                  | 10 januari 2022    | Senegal – Zimbabwe      | 1–0                | Groepsfase         |
| 2                  | 10 januari 2022    | Guinee – Malawi         | 1–0                | Groepsfase         |
| 3                  | 14 januari 2022    | Senegal – Guinee        | 0–0                | Groepsfase         |
| 4                  | 14 januari 2022    | Malawi – Zimbabwe       | 2–1                | Groepsfase         |
| 5                  | 17 januari 2022    | Burkina Faso – Ethiopië | 1–1                | Groepsfase         |
| 6                  | 18 januari 2022    | Malawi – Senegal        | 0–0                | Groepsfase         |
| 7                  | 24 januari 2022    | Guinee – Gambia         | 0–1                | Achtste finale     |
| 8                  | 24 januari 2022    | Senegal – Kaapverdië    | –                  | Achtste finale     |